# Antifeminizmus
Az antifeminizmus a feminizmus társadalomkritikai eszmerendszerével és a hozzá kapcsolódó emberi jogi mozgalmakkal szemben álló, azt bíráló, kritizáló vélemények összessége, illetve a feminizmussal szemben álló mozgalom. (Idegen szóval: manoszféra, nemzetközi vonatkozásban az ultrakonzervatív, keresztény-fundamentalista és szélsőjobboldali csoportokkal szövetkezve: antigender.) A modern antifeminizmus egyrészről társadalomelméleti vonatkozásban vitatja a különböző feminista irányzatok egyes elemeit, másrészről - az antifeminista vélemények szerint - a "magát politikai mozgalomként definiáló" feminizmussal folytat globális politikai küzdelmet.
A közgondolkodás legalább két alapvető módon határozza meg a feminizmus és az antifeminizmus lényegét: Egyesek úgy gondolják, hogy a feministák a nők egyenlő jogaiért küzdenek és az antifeministák ezzel jogszerűtlenül helyezkednek szembe, az antifeministák meggyőződése szerint a feministák célja a "női felsőbbrendűség" bizonyítása, illetve a "nők többletjogainak" kivívása. Az antifeministák szerintük jogosan lépnek fel eme teóriával szemben.
Ulf Andersson, a Svéd Csoportosulás az Apák Jogaiért (Swedish father's rights group) alapítója és az ISAF, Svájci Központú Antifeminista Közösség (Swiss-based Interessengemeinschaft Antifeminismus) tagja több alkalommal igyekezett tisztázni az antifeminizmus definícióját. Véleménye szerint: „Számos ember téves elképzeléssel rendelkezik az antifeminizmus lényegéről. Azt gondolják, hogy az antifeminizmus nőgyűlölet. Valójában az antifeminista egyfajta békefenntartó, aki a dolgokat szeretné visszafordítani a normális állapotba. Mint antifeminista, hiszek a nők és férfiak valódi egyenlőségében.”
A lobbicsoport törekvéseinek szerves részét képezi az Egyesült Államokban a The Heritage Foundation alapítvány Project 2025, illetve hozzá hasonlóan az Európai Unió radikális átalakítására javasolt elképzelésként pedig a magyar Mathias Corvinus Collegium és a lengyel Ordo Iuris szervezet "Great Reset" nevezetű közös tervezetcsomagja.

## Történeti áttekintés
Amennyiben a feminizmust és annak törekvéseit nem tekintjük változatlan gondolkodási irányzatnak, úgy az antifeminizmust sem határozhatjuk meg egyetlen konstans definícióval.
A feminizmus első hullámának korszakában, amikor a mozgalmat a nők egyenlő jogaiért való küzdelem határozta meg, és a nők szavazati joga és az oktatásban való részvétele volt a célkitűzés, az antifeminizmus többnyire ennek megakadályozására irányult, nem egyszer szélsőséges magyarázatokkal indokolva az ellenvetést. Például Magyarországon 1906-ban Tisza István gróf a következőképp érvelt a nők választójoga ellen: „Két szóval megmondhatom, hogy a nők képviselő választói jogának határozott ellensége vagyok. Irtózom a gondolattól, hogy asszonyaink megannyi választó polgártárssá alakuljanak át. (...) Ezzel a reformmal veszítenénk mi, szegény férfiak, de azt hiszem, végeredményben a nők is.” Az antifeminizmus korábbi tévútjait szemlélteti Edward H. Clarke, a Harvard egyetem professzorának 1873-ban "Sex in education" címen kiadott könyve, amelyben a szerző annak az aggodalmának adott hangot, hogy ha a nők egyetemen tanulnának, akkor megnőne az agyuk, aminek következtében esetleg összemenne a méhük.
Sem a modern antifeminista gondolkodás, sem korunk közbeszéde általánosságban nem tartalmaz már olyan elemeket, amelyek vitatnák az embereket a nemüktől függetlenül megillető egyenlő társadalmi, politikai és szociális jogokat. Napjainkban az antifeminizmus társadalomelméleti alapon folytat vitát a feminizmus különböző irányzataival.
Napjainkban a statisztikák szerint a feminizmus a fejlett országokban többnyire megvalósította az egyenlő jogokra irányuló célkitűzéseit. Az antifeministák szerint olyan társadalmi változások zajlottak le, amelyeknek eredményként már a férfiakat sújtja nemi diszkrimináció a jog és a társadalmi élet számos területén.[forrás?]

## Antifeministák a feminizmus családra és társadalomra gyakorolt hatásáról
A feminizmus második hullámára rendkívüli hatást gyakorló Simone de Beauvoir fektette le a feminizmus családellenes programjának alapjait: „Míg le nem romboljuk a családot a család mítoszával együtt, a nők elnyomatása fennmarad.” „Az a tény, hogy a munka révén igenis lerázhatja a házasság igáját, öntudatra ébresztette a mai nőt.” „El kellene tiltani, hogy a nőnek egyedüli hivatása, szakmája lehessen a házasság."
Konzervatív, radikális antifeministák véleménye szerint a feminizmus számos kártékony társadalmi változáshoz vezetett a korábbi közösségi és szexuális normák lerombolásával, ezért véleményük szerint a feminizmus tehető felelőssé az alkalmi szex, a pornográfia és a homoszexualitás túlzott mértékű elterjedéséért. Erről ír például Mary A. Kassian, „A feminista tévedés” című könyvében. A nők szerepének jelentős változása olyan romboló erő, mely súlyos veszélybe sodorta a családokat és még a vallásos értékrendeket is veszélyeztetni képes. Paul Gottfried politikai filozófus a következőképp fejti ki álláspontját: "Több konzervatív tudós, így Allan Carlson és F. Carolyn Graglia szerint a nők szerepének változása olyan társadalmi katasztrófát okozott, amely a családokban szedi tovább az adóját. Szemben a nyugati keresztény kultúra tetőpontján látottakkal, a nők üzleti életbe és politikába áramlását követően az emberek egymástól elválasztott, elidegenedett egyénként merülnek el a szociális káoszban.
Kay S. Hymowitz, a Manhattan Institute kutatónője még feminista nézőpontú, „Manning Up” című könyvében is felveti, hogy a nemi hierarchiák átalakulása olyan mértékű változásokat indított el, amelyek hatására egyre súlyosabb társadalmi problémák jelennek meg a nyugati társadalmakban. Megkockáztatja azt is, hogy bizonyos értelemben a nők szerepváltozása felelős azért, hogy a férfiak egyre nagyobb arányban utasítják el a családi és egyéb felnőtt szerepeket. Mindezekről szót ejtett a Magyar Rádió Kihívás című műsorának nyilatkozva is.
Fekete Gyula szociográfus és író egyik szociográfiájában kijelenti, hogy a magyar népességfogyásért a feminista gondolkodásból eredő családellenes, anyaságellenes társadalmi attitűd tehető leginkább felelőssé. Művében több fejezeten keresztül, idézetekkel megvilágítva elemzi a Simone de Beauvoir által felvázolt feminizmus társadalmilag veszélyes gondolatiságát.

## Antifeministák a feminizmusanyaságellenességéről
A feminizmus második hullámára rendkívüli hatást gyakorló Simone de Beauvoir fektette le a feminizmus anyaságellenes programjának alapjait is: „az úgynevezett, anyai ösztön' nem létezik, legalábbis ami az emberi fajt illeti...” „Egyetlen nőt sem szabad felhatalmazni arra, hogy otthon maradjon gyermeket nevelni... Azért nem szabad ilyen választás elé állítani a nőket, mert ha van ilyen alternatíva, túl sok nő fogja választani...”
Antifeminista gondolkodók és a keresztény egyházak számos képviselője a feminizmust teszik felelőssé az anyaság és a család társadalmi leértékelődéséért, az abortuszok számának növekedésért. Súlyos társadalmi bűnnek tekintik, hogy a feministák saját önös karrierizmusuk jegyében politikai kampányokat folytatnak a nőket megillető gyermekgondozási szabadság lerövidítéséért és ilyen formán korlátozni akarnak minden anyát az anyaság minél teljesebb megélésében.
Gabriele Kuby, keresztény írónő Magyarországon Bíró László családreferens püspök ajánlásával megjelent „A nemek forradalma” című könyvében így ír ezekről a gondolatokról: „Aki az anyaság hitelét lerontja, és az anyaságot rabszolgaságként állítja be és járatja le, az a fejszét a társadalom gyökerére helyezi. Ez a jobbára gyermektelen feministák műve. A feministák részéről csak gúny és megvetés irányul az anyák felé, és szisztematikusan aláássák azok egzisztencia-feltételeit.” A feminizmus elutasítása és a család hangsúlyozása azonban nemcsak mellérendelő egyensúlyi, hanem maternalista meggyőződést is takarhat.

## Antifeministák a feminizmus nőellenességéről és a felhatalmazás hiányáról
Bár a feminista szervezetek minden esetben a "nők nevében" lépnek fel politikai követeléseikkel, azonban nyilvánvalóan nem birtokolják minden nő felhatalmazását, és politikai elképzeléseik bizonyos esetekben kifejezetten nőellenesnek tekinthetőek. Jól példázza ezt a 2010-2012 között Franciaországban lezajlott éles társadalmi vita, minek eredményeként a "Mai Nők" nevű szervezet egy petíciót tett közzé. "Melyben egyebek mellett arra figyelmeztetnek: a feminista mozgalmak radikális követelései valójában a nők még nagyobb kiszolgáltatottságát eredményezték, már csak azért is, mert a nemek közötti egyenlőségi harc jegyében immár tagadják a nőkre jellemző sajátosságokat." – Erről a magyar InfoRádiót franciaországi tudósítója tájékoztatta.

## Antifeministák az abortuszjogról
Miközben a feminizmus egyes irányzatai az abortuszjogot nőjogi kérdésként kívánják feltüntetni, és a magzatra a nő testének részeként tekintenek, az antifeministák felhívják a figyelmet, hogy a magzat a férfi és a női ivarsejtek egyesülésével létrejövő új élet, ezért nem lehet a nő testének kizárólagos része. Éppen ezért a nők abortusz feletti kizárólagos rendelkezési joga egyrészt megkérdőjelezhető az apa, másrészt a magzat szemszögéből is. Tehát az abortuszjog jóval bonyolultabb etikai, jogi, társadalmi és orvosi kérdés, minthogy arról nőjogi vitát lehessen folytatni.

## Antifeministák a feminizmus férfiak jogaira gyakorolt hatásáról
Modern antifeminista vélemények szerint a feminizmus már megvalósította valódi céljait és új szerepkört keresett magának; a nőket igyekszik a férfiak fölé helyezni. Glenn Sacks, meghatározó antifeminista újságíró kijelenti: „A nyugati társadalmak kifejlesztettek egy morális vakságot a férfiak lealázására. Jelenleg diszkriminatív megkülönböztetés zajlik a férfiak kárára.” A modern antifeministák gyakran kifogásolják az általuk észlelt megkülönböztető politikát, amely számos nyugati országban hat a férfiak ellen egyes emberi jogok – különösen a reproduktív jogok, így a gyermeknevelés, a szülői felügyelet, a tartásdíj, és a válást követő vagyonmegosztás – terén, amely véleményük szerint a feminista törekvések egyenes következménye.
Magyarországon is jelentős számban érzik rájuk nézve hátrányosnak a férfiak a vonatkozó törvényeket. A magyar férfiak családjogi érdekképviseletét az Elvált Apák Érdekvédelmi Egyesülete igyekszik felvállalni. Az egyesület céljai között deklarálja a férfiak számára elfogadhatóbb családjogi törvények kieszközölését.
Az antifeministák rámutatnak, hogy a nyugdíjkorhatár tekintetében is negatív diszkrimináció sújtja a férfiakat; számos európai államban a férfiak nyugállományba vonulásának korhatára 5 évvel magasabb a nőkénél, miközben a férfiak várható élethossza hozzávetőleg 5-8 évvel rövidebb.

## Antifeministák a feminizmus férfiak társadalmi megítélésére gyakorolt káros hatásáról
Az antifeministák kifejezetten sértőnek és társadalmilag súlyosan veszélyesnek tekintik a feminista szervezetek azon tevékenységeit, amelyek a férfiakat kriminalizálják, démonizálják, általánosságban erőszaktevőként állítják be, és propagandáikban valamiféle általános „férfierőszak” elleni fellépés szükségességét hirdetik. Magyarországon például a fiatalok oktatására szánt sulinet.hu digitális tudásbázisába is olyan anyag kerülhetett, amely a súlyosan sértő, diszkrimináló "férfierőszak" szót alkalmazza a családon belüli erőszak jelenségére.
Ranschburg Jenő, a pszichológiai tudományok kandidátusa „A meghitt erőszak” című könyvében rámutatott azokra a tévhitekre és előítéletekre, melyek a családon belüli erőszak kérdéskörében ma is élnek és a férfiakat mindig erőszaktevő, míg a nőket áldozat szerepben tüntetik fel.
Tamási Erzsébet, a Pázmány Péter Katolikus Egyetem Kriminológiai Tanszékének munkatársa magyarországi kutatási adataira hivatkozva elmondta, hogy bár több nő, mint férfi hal meg a partnerkapcsolatokon belül elkövetett gyilkosságok áldozataként, a családon belüli erőszak áldozatainak többsége mégis férfi, az összes családon belüli erőszakos bűncselekményt alapul véve.

## Antifeministák a feminizmus politikai hatásáról
Az antifeministák szerint jól példázza a feministák agresszív és igazságtalan önérvényesítő törekvését, hogy hosszas lobbizással kieszközölték, az Európai Unióban komolyan felmerüljön a politikai élet és más hivatások kapcsán, hogy a nőket szabad választás helyett kvóták segítségével juttassák nagyobb számban pozícióba. Eközben a feministák megfeledkeznek arról, kvóta segítségével nem lehet egyenlő és igazságos rendszert teremteni, hiszen a politika és bármely más fontos hivatás terén joggal elvárható, hogy a résztvevők tehetségük, rátermettségük és ne előírások alapján jussanak előre. Tulajdonképpen elmondható, a kvóták elhiteltelenítik és önbecsülésében sértik még a kvóták által előbbre jutó egyént is, ha valóban tehetségét szeretné bizonyítani. A politikai kvóták mellett érvelő feministák nem veszik figyelembe azt sem, hogy a társadalom, tehát beleértve a nőket is, kvótarendszer hiányában is választhatna akár zömmel női politikai képviselőket, ha erre lenne igénye. A kérdésről a következőképp ír Lévai Katalin a Magyar Szociális és Munkaügyi Minisztérium támogatásával létrejött „Szerepváltozások” című tanulmánykötetben: „Ha a politikát olyan szakmának tekintjük, mint a többit – és miért ne tennénk –, akkor a politikusoktól is joggal várjuk el, hogy hozzáértésük, tehetségük bizonyítása révén kerüljenek be a politikai életbe. Ezt az esélyt a kvóta elveszi attól a nőtől, aki nem érdemei alapján vált politikai szereplővé, hanem azért, mert nőnek született. A külső, adminisztratív segítség ezáltal a fennálló nemek közötti egyenlőtlenségeket erősíti meg, amennyiben gyengébbnek és támogatásra szorulónak ítéli a nőt.”
Az antifeministák számos esetben kifogásolták, hogy a feminista szervezetek és kutatók gyakran hamis statisztikai adatokat és kutatási eredményeket használtak érveléseikben.

## Antifeministák a feminista aktívisták férfiak elleni gyűlöletbeszédéről
„Ahhoz, hogy az élet fennmaradjon ezen a bolygón, egy fertőtlenítésre van szükség a Földön. Úgy gondolom, hogy ezt egy olyan evolúciós folyamat fogja kísérni, ami a férfi népesség drasztikus lecsökkenését eredményezi.” – Mary Daly, feminista, a Boston College professzora 

„Minden férfi egy nemi erőszakoló...” – Marilyn French, feminista, újsagírónő; 

„A férfi egy háziasított állatfajta és ha kellően keményen kezeljük, akkor sok dologra betanítható.” – Jilly Cooper, feminista, írónő, újságírónő (OBE Brit állami kitüntetés) 

„A házasság intézménye a nemi erőszak gyakorlatából fejlődött ki. A patriarchátusban minden nő fia egy potenciális áruló, egy másik nőnek a megerőszakolója és kizsákmányolója.” – Andrea Dworkin, feminista, írónő
Az antifeministák úgy gondolják, hogy miközben a feministák a társadalmi nemek tudománya kapcsán elutasítani látszanak minden nemekhez köthető sztereotípiát, eközben a leginkább felháborító, megkülönböztető gyűlöletbeszéd a feminista aktivisták részéről hangzik el. Az antifeministák úgy gondolják, hogy a férfiak elleni becsületsértő gyűlöletbeszéd már önmagában is bizonyítja a feminizmus eszmerendszerének igazságtalan, társadalmilag kártékony jellegét.

## Antifeminista irodalom
- Gabriele Kuby, A nemek forradalma
- Esther Vilar, Az idomított férfi
- Dominik Klenk, A nemek összezavarása: Gender mainstreaming – A férfi és a nő vége? Archiválva 2013. július 29-i dátummal a Wayback Machine-ben
- Oravecz Éva Csilla, Tűsarkúban hátrafelé
- Bene Éva, Emancipációs bumeráng
- Bakos Zoltán, A helyes asszonytartás
- Eva Herman, Az Éva elv – Az újfajta nőiség szolgálatában
- Toplak Zoltán, Férfisors 2.0 – A férfiak ellen hangolt társadalom (2020) ISBN 978-615-00-8167-0
- Helen Andelin, Fascinating Womanhood (2007) ISBN 0-553-38427-9
- Alan J. Barron, The Death of Eve: Women, Liberation, Disintegration (1986) ISBN 0-949667-36-6
- Alan Carlson, The Family in America: Searching for Social Harmony in the Industrial Age (2003) ISBN 0-7658-0536-7
- Alan Carlson, Family Questions: Reflections on the American Social Crisis (1991) ISBN 1-56000-555-6
- Gilbert K. Chesterton, Brave New Family (1990; essay collection) ISBN 0-89870-314-X
- Thomas Fleming, The Politics of Human Nature (1988) ISBN 1-56000-693-5
- George Gilder, Men and Marriage (1992) ISBN 0-88289-444-7
- Steven Goldberg, Why Men Rule: A Theory of Male Dominance (1993; originally published 1971) ISBN 0-8126-9237-3
- Steven Goldberg, The Inevitability of Patriarchy (1977) ISBN 0-8126-9237-3
- F. Carolyn Graglia, Domestic Tranquility: A Brief Against Feminism (1998) ISBN 0-9653208-6-3
- Mary A. Kassian, The Feminist Mistake (2005) ISBN 1-58134-570-4
- Linda Kelly, Disabusing the Definition of Domestic Abuse: How Women Batter Men and the Role of the Feminist State (2003)
- Myron Magnet, Modern Sex: Liberation and Its Discontents (2001) ISBN 1-56663-384-2
- Paul Nathanson and Katherine Young, Spreading Misandry: The Teaching of Contempt for Men in Popular Culture (2001) ISBN 0-7735-2272-7
- Paul Nathanson and Katherine Young, Legalizing Misandry: From Public Shame to Systemic Discrimination Against Men (2006) ISBN 0-7735-2862-8
- John Piper and Wayne A. Grudem, Recovering Biblical Manhood and Womanhood (1991) ISBN 0-89107-586-0
- Mary Pride, The Way Home: Beyond Feminism, Back to Reality (1985) ISBN 0-89107-345-0
- Phyllis Schlafly, The Power of the Positive Woman (1977) ISBN 0-87000-373-9
- Phyllis Schlafly, Feminist Fantasies (2003) ISBN 1-890626-46-5
- Howard Schwartz, The Revolt of the Primitive: An Inquiry into the Roots of Political Correctness (2003) ISBN 0-7658-0537-5
- Lionel Tiger, The Decline of Males (2000) ISBN 0-312-26311-2
- Danielle Crittenden, What Our Mothers Didn't Tell Us (2000) ISBN 0-684-85959-9
- Midge Decter, The New Chastity and Other Arguments Against Women's Liberation (1974) ISBN 0-399-50307-2
- Thomas Ellis, The Rantings of a Single Male Archiválva 2011. szeptember 30-i dátummal a Wayback Machine-ben (2005) ISBN 0-9762613-1-6
- Thomas Fleming, The Politics of Human Nature (1988) ISBN 1-56000-693-5
- Elizabeth Fox-Genovese, Feminism is Not the Story of My Life (1996) ISBN 0-385-46790-7
- George Gilder, Men and Marriage (1992) ISBN 0-88289-444-7
- F. Carolyn Graglia, Domestic Tranquility: A Brief Against Feminism (1998) ISBN 0-9653208-6-3
- Richard T. Hise, The War Against Men (2004) ISBN 1-930859-61-9
- Thomas P. James, Domestic Violence: The 12 Things You Aren't Supposed to Know; Aventine Press, 2003, ISBN 1-59330-122-7
- Gertrude Himmelfarb, The De-moralization Of Society (1996) ISBN 0-679-76490-9
- Christina Hoff-Sommers, The War Against Boys: How Misguided Feminism is Harming Our Young Men (2001) ISBN 0-684-84957-7
- Christina Hoff-Sommers, Who Stole Feminism? (1995) ISBN 0-684-80156-6
- Mary A. Kassian, The Feminist Mistake (2005) ISBN 1-58134-570-4
- Linda Kelly, Disabusing the Definition of Domestic Abuse: How Women Batter Men and the Role of the Feminist State (2003)
- Karen Lehrman, The Lipstick Proviso: Women, Sex & Power in the Real World (1997) ISBN 0-385-47481-4
- Myron Magnet, Modern Sex: Liberation and Its Discontents (2001) ISBN 1-56663-384-2
- Harvey C. Mansfield, Manliness (2006) ISBN 0-300-10664-5
- Diane Medved and Dan Quayle, The American Family: Discovering the Values That Make Us Strong (1997) ISBN 0-06-092810-7
- Kate O'Beirne, Women Who Make the World Worse (2005) ISBN 1-59523-009-2
- John Piper and Wayne A. Grudem, Recovering Biblical Manhood and Womanhood (1991) ISBN 0-89107-586-0
- Daphne Patai and Noreta Koertge, Professing Feminism: Cautionary Tales from the Strange World of Women's Studies (1995) ISBN 0-465-09827-4
- Erin Pizzey, Prone to Violence (Hamlyn, 1982; ISBN 0-600-20551-7)
- Mary Pride, The Way Home: Beyond Feminism, Back to Reality (1985) ISBN 0-89107-345-0
- Phyllis Schlafly, Feminist Fantasies (2003) ISBN 1-890626-46-5
- Howard Schwartz, The Revolt of the Primitive: An Inquiry into the Roots of Political Correctness (2003) ISBN 0-7658-0537-5
- Philip Gordon Wylie, A Generation of Vipers (1942) ISBN 1-56478-146-1

## Antifeminizmus az interneten
- Férfihang – Antifeminista Férfimagazin
- Valódi Egyenlőséget – Esélyegyenlőségi Férfiportál
- Antifeminizmus – Egy nő a nőkért

## Lásd még
- Feminizmus
- Capillária

## További információ
- Mészáros Juli - Jachtklubok, a „férfienergia képzéseket” tartó Férfiak Klubja, Havasi Balázs és Novák Katalin egykori alapítványa is kapott közpénzmilliókat az MVM-től (444.hu, 2025.04.16.)
- Aradi Hanga Zsófia - Kormányközeli és állami támogatásokból hirdetheti a macsóizmus igéjét a Férfiak Klubja (Telex.hu, 2023.09.19.)